# 헬무트 베르거
헬무트 베르거(독일어: Helmut Berger, 1944년 5월 29일~2023년 5월 18일)는 오스트리아의 배우이다.

## 출연 작품
- 파가니니: 악마의 바이올리니스트
- 생 로랑